# Lijst van koningen van Rome
In de Romeinse geschiedschrijving wordt over zeven koningen van Rome gesproken. Deze koningen regeerden van 753 tot 509 v.Chr. Of deze koningen daadwerkelijk bestonden is onzeker. In de Romeinse mythologie spelen ze een belangrijke rol. Zo zouden ze de instituties van de Romeinse samenleving hebben opgericht.

## Bewijs voor het bestaan van koningen
Ondanks gebrek aan bewijs geloofden de Romeinen in het bestaan van de koningen. De geschiedschrijver Livius schreef er uitgebreid over. Hij geeft echter zelf toe dat er weinig bronnen zijn. Daar komt bij dat vooraanstaande politici de verhalen vaak veranderden om hun voorvaders een belangrijke rol te kunnen geven. Hierdoor hebben historici de hele koningsperiode als een mythe afgedaan. In 1899 is echter op het forum in Rome, onder het zwarte marmer, door Giacomo Boni een inscriptie ontdekt met het woord koning (recei). Deze steen, de Lapis niger, duidt erop dat er toch een koningstijdperk is geweest.

## Koningen
Dit zijn de koningen zoals de Romeinse geschiedschrijver Livius het beschrijft. Of het klopt valt niet te bewijzen.
1. 753 - 716 v.Chr. - Romulus (een Latijn)
2. 716 - 673 v.Chr. - Numa Pompilius (een Sabijn)
3. 673 - 641 v.Chr. - Tullus Hostilius (een Latijn)
4. 641 - 616 v.Chr. - Ancus Martius (een Sabijn)
5. 616 - 578 v.Chr. - Tarquinius Priscus (een Etrusk)
6. 578 - 534 v.Chr. - Servius Tullius (een Etrusk)
7. 534 - 509 v.Chr. - Tarquinius Superbus (een Etrusk)

De zevende koning was een tiran, die uiteindelijk verdreven werd in 509 v.Chr. door Lucius Junius Brutus, die de eerste consul zou worden. Hierna werd Rome een republiek, geregeerd door twee consuls.

## Rome
De stad waarover de koningen heersten was waarschijnlijk een boerendorp. Dit kan worden opgemaakt uit de vondst van een religieuze kalender uit de koningstijd, in een naburig dorp. Hierin staan voornamelijk seizoensgebonden feesten voor bijvoorbeeld het zaaien en oogsten. Het waren de prioriteiten van de omgeving.

## Overeenkomst tussen koningstijd en keizertijd
De verhalen uit de koningstijd hebben verschillende overeenkomsten met gebeurtenissen uit de keizertijd. Servius Tullius hervormde bijvoorbeeld het politieke systeem. In het nieuwe systeem kregen de rijken een stem die zwaarder meetelde dan die van de armen. Hiervoor was een waardebepaling van het onroerend goed nodig. Deze ingewikkelde manier van stemmen is waarschijnlijk later bedacht, maar terug geprojecteerd op de koningen.

## Latere 'koningen van Rome'

### Napoleon II
Napoleon Frans Karel Jozef Bonaparte, de zoon van Napoleon Bonaparte en Marie Louise van Oostenrijk, kreeg bij zijn geboorte op 20 maart 1811 de titel van Koning van Rome. Hij groeide op in Wenen en stierf daar op 22 juli 1832 aan tuberculose.

### De achtste koning van Rome
In Rome worden in de populaire cultuur vooraanstaande voetballers van voetbalclub AS Roma aangeduid met de eretitel Ottavo Re di Roma. In het verleden viel deze eretitel al ten deel aan Roberto Pruzzo en Paulo Roberto Falcão, tegenwoordig wordt vaak Francesco Totti aangeduid als achtste koning van Rome.